# Samadhi

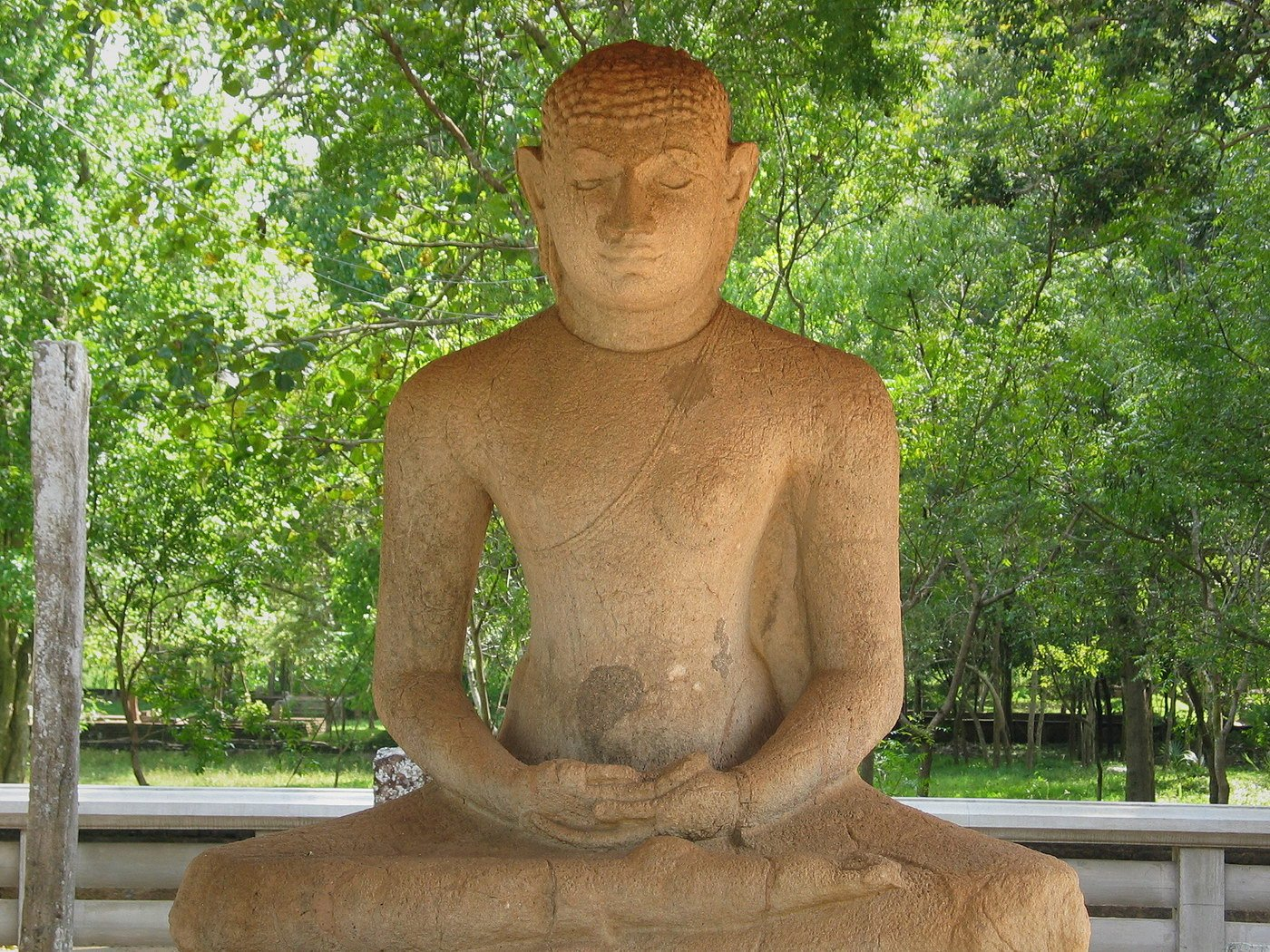
Samādhi Buddha, Anuradhapura, Sri Lanka

Samadhi (în sanscrită समाधि) este o stare de conștiință meditativă în budism, hinduism, jainism, sikhism și școli yoghine. În budism, este ultimul dintre cele opt elemente ale Căii Nobile în Opt sau Octuplă. În tradiția Ashtanga Yoga, este al optulea și ultimul pas identificat în Yoga Sutrele lui Patanjali.
În cele mai vechi sutre budiste, pe care se bazează mai mulți profesori Theravada occidentali contemporani, se referă la dezvoltarea unei minți investigative și luminoase, calme și conștiente. În tradițiile yoghine și tradiția de comentariu budistă pe care se bazează mișcarea birmană Vipassana și tradiția Thai Forest, este interpretată ca o absorbție sau transă meditativă, obținută prin practică dhyāna.